# Rozkaz o komisarzach
Kommissarbefehl (pol. „Rozkaz o komisarzach”) – rozkaz wydany w imieniu Adolfa Hitlera przez generała marszałka polnego Wilhelma Keitla w dniu 6 czerwca 1941 roku, nakazujący niemieckim oddziałom walczącym na froncie wschodnim niezwłoczne rozstrzeliwanie wziętych do niewoli radzieckich komisarzy politycznych. Kommissarbefehl był ostatnim, a zarazem najsłynniejszym, z tzw. „zbrodniczych rozkazów”, wydanych przez niemieckie dowództwo w związku z przygotowaniami do inwazji na ZSRR.

## Geneza
Założenia „rozkazu o komisarzach” – podobnie zresztą jak pozostałych nazistowskich „zbrodniczych rozkazów” wydanych przed rozpoczęciem operacji „Barbarossa” – były pochodną celów i charakteru wojny, którą III Rzesza prowadziła przeciwko Związkowi Radzieckiemu. W oczach Hitlera i pozostałych nazistowskich przywódców nie był to bowiem zwykły konflikt, lecz wojna przeciwstawnych ideologii i ras, której celem było „zniszczenie azjatycko-barbarzyńskiego bolszewizmu” oraz zdobycie dla Niemiec tzw. „przestrzeni życiowej na Wschodzie”. Miała to więc być wojna totalna, prowadzona z nieograniczoną bezwzględnością oraz bez jakiegokolwiek poszanowania reguł prawa wojennego.
30 marca 1941 w Kancelarii Rzeszy w Berlinie odbyła się konferencja z udziałem Hitlera i najwyższych dowódców Wehrmachtu. Wzięli w niej udział m.in.: feldmarszałek Walther von Brauchitsch, stojący na czele Naczelnego Dowództwa Wojsk Lądowych (OKH); feldmarszałek Wilhelm Keitel – szef Naczelnego Dowództwa Wehrmachtu (OKW); szef Sztabu Generalnego Wojsk Lądowych, generał Franz Halder. Podczas narady Führer szczegółowo wyjaśnił generalicji swoje zamiary w stosunku do ZSRR i ludności tego państwa, jak również po raz pierwszy napomknął o planach likwidacji wziętych do niewoli radzieckich komisarzy politycznych. Hitler stwierdził, iż wojna przeciw Sowietom będzie wojną eksterminacyjną, gdyż „komunizm jest ideologią z natury aspołeczną” i „stanowi dla Niemiec ogromne zagrożenie”. Według Führera normalne reguły gry, ani tym bardziej zasada rycerskości nie mogły mieć w tej wojnie zastosowania. Niemieccy żołnierze mieli więc odrzucić pojęcie wspólnego losu żołnierskiego, wyeliminować sowieckich komisarzy politycznych i funkcjonariuszy OGPU – co, jak podkreślił, nie miało leżeć w gestii sądów wojskowych. „Bolszewickich” przywódców określił mianem kryminalistów, których należy odpowiednio do tego potraktować. Ponadto celem kampanii na Wschodzie miało być zlikwidowanie sowieckiej inteligencji oraz niedopuszczenie do jej odrodzenia.
Pierwszą podstawą „prawną”, umożliwiającą zabijanie bez sądu sowieckich komisarzy politycznych oraz innych osób uznanych przez nazistów za „niepożądane” był tzw. rozkaz o „Jurysdykcji Barbarossa” (Gerichtsbarkeit Barbarossa) z 13 maja 1941, który upoważniał każdego oficera niemieckiego na terenie przyszłej okupacji niemieckiej na wschodzie do wykonania egzekucji bez sądu, bez wszelkich formalności, na każdej osobie podejrzanej o wrogi stosunek do Niemców (dotyczyło to również jeńców wojennych).

## Główne założenia Kommissarbefehl
Ostateczny kształt zamiarom Hitlera odnośnie do radzieckich komisarzy politycznych nadały wydane w dniu 6 czerwca 1941 roku tak zwane „wytyczne w sprawie traktowania komisarzy politycznych” (Richtlinien für die Behandlung politischer Kommissare), znane szerzej jako „rozkaz o komisarzach” (Kommissarbefehl). Dokument ten podpisał w imieniu Hitlera feldmarszałek Wilhelm Keitel, choć opracowano go w oparciu o szkic stworzony w Naczelnym Dowództwie Wojsk Lądowych. Dwa dni po podpisaniu, rozkaz został przekazany do wiadomości i wykonania dowództwom niemieckich oddziałów wyznaczonych do wzięcia udziału w inwazji na ZSRR. Należy przy tym podkreślić, iż rozkaz w formie pisemnej rozesłano wyłącznie do sztabów grup armii i armii – z instrukcją, aby dalej rozpowszechniać go w formie werbalnej. Zdaniem Geoffreya P. Megargee tego typu zastrzeżenie pozwala sądzić, że dowódcy Wehrmachtu byli świadomi jego nielegalności.
Na wstępie rozkaz określał oficerów politycznych Armii Czerwonej jako „nosicieli oporu, pełnego nienawiści, okrucieństwa i nieludzkości” oraz „twórców barbarzyńskich azjatyckich metod walki”, wobec których litość i stosowanie zasad prawa wojennego całkowicie mijają się z celem. W Kommissarbefehl stwierdzono też jednoznacznie, iż politrukom nie przysługuje status jeńca wojennego, ani żadna związana z nim ochrona. Następnie „wytyczne” nakazywały:
- schwytanych w walce komisarzy politycznych izolować od ogółu jeńców i niezwłocznie likwidować;
- komisarzy, którzy nie byli podejrzewani o udział w walkach bądź „wrogie czyny” wobec Niemców, jak również komisarzy zidentyfikowanych na obszarze tyłowym armii przekazywać w ręce specjalnych grup operacyjnych niemieckiej policji bezpieczeństwa i SD (Einsatzgruppen), działających na tyłach frontu.

Rozkaz dawał ponadto wskazówki jak zidentyfikować komisarzy politycznych oraz podkreślał, iż wykonywanie jego postanowień nie będzie leżeć w gestii sądów wojskowych.

## Realizacja „rozkazu o komisarzach”
Mordowanie wziętych do niewoli komisarzy politycznych Armii Czerwonej trwało od pierwszych dni wojny niemiecko-sowieckiej, a szczytowe natężenie osiągnęło w okresie czterech miesięcy poprzedzających grudzień 1941 roku. Tysiące sowieckich oficerów politycznych zabito, zanim ujrzeli obozy jenieckie. Ginęli oni z rąk żołnierzy Wehrmachtu lub Waffen-SS, którzy mieli obowiązek zabijania na miejscu schwytanych w boju i rozpoznanych politruków. Schwytanych i rozpoznanych w punktach zbiorczych rozstrzeliwano zwykle po krótkim przesłuchaniu.
Podczas procesu norymberskiego, jak również w swych powojennych wspomnieniach, wyżsi dowódcy polowi jak Heinz Guderian lub Erich von Manstein twierdzili, iż w ich jednostkach nie stosowano „rozkazu o komisarzach”, ale raporty ich jednostek pokazywały coś innego. W rzeczywistości tylko w jednej dywizji spośród wszystkich wyznaczonych do inwazji na ZSRR oficjalnie zalecono jego niestosowanie. Inne jednostki dokładnie informowały o postępach w wykonywaniu Kommissarbefehl. 18 sierpnia 1941 OKW, po zapytaniach napływających z jednostek frontowych, rozszerzyło zakres obowiązywania rozkazu, dołączając do listy funkcjonariuszy politycznych najniższego szczebla.
Na tyłach armii, obok jednostek Wehrmachtu, w akcji likwidacji komisarzy brały również udział Einsatzgruppen. Oprócz powierzonego im zadania „wyławiania” komisarzy w obozach jenieckich, Einsatzgruppen współdziałały z Wehrmachtem w masowych obławach na komisarzy i innych „podejrzanych”, które prowadzono na tyłach frontu. Ponadto niemieckie dowództwo zażądało od swych sprzymierzeńców (Finów, Węgrów, Rumunów i Włochów), aby „politycznych komisarzy, podżegaczy i elementy niepożądane” przekazywać do niemieckich, jenieckich punktów zbornych oraz do „dulagów”.
Po kilku miesiącach walk w ZSRR Wehrmacht zaczął rozważać złagodzenie zapisów „rozkazu o komisarzach”. Generał Eugen Müller z ramienia OKH zwrócił się w dniu 23 września 1941 roku do OKW z sugestią na piśmie dokonania „rewizji dotychczasowego sposobu traktowania komisarzy”. Powoływał się przy tym na względy celowości wojskowej. Trzy dni później z OKW nadeszła odpowiedź, że: „Führer nie zgodził się na wprowadzenie jakiejkolwiek zmiany do wydanych rozkazów dotyczących traktowania komisarzy politycznych”.
Latem 1942 nastąpiła pozorna liberalizacja dotychczasowego stosunku do schwytanych politruków. 10 czerwca 1942 szef Gestapo Heinrich Müller wydał okólnik w sprawie segregacji jeńców, nakazując odizolować komisarzy od ogółu więźniów i wysyłać ich do obozu koncentracyjnego Mauthausen-Gusen. Nie zmieniło to wiele w sytuacji komisarzy, gdyż Mauthausen był jednym z najcięższych niemieckich obozów, w którym czekała ich zwykle powolna śmierć. Jesienią, 20 października 1942, Müller ponownie nakazał rozstrzeliwać na miejscu komisarzy schwytanych w walce. Do Mauthausen mieli odtąd trafiać jedynie ci komisarze, których zidentyfikowano jako dezerterów.
W następnych miesiącach nadal napływały więc meldunki z jednostek frontowych, mówiące o egzekucjach sowieckich komisarzy. Ostatni znany meldunek o likwidacji politruka pochodził z lipca 1943, od jednostek Grupy Armii „Południe”.